# Daniel Wallace (Politiker)

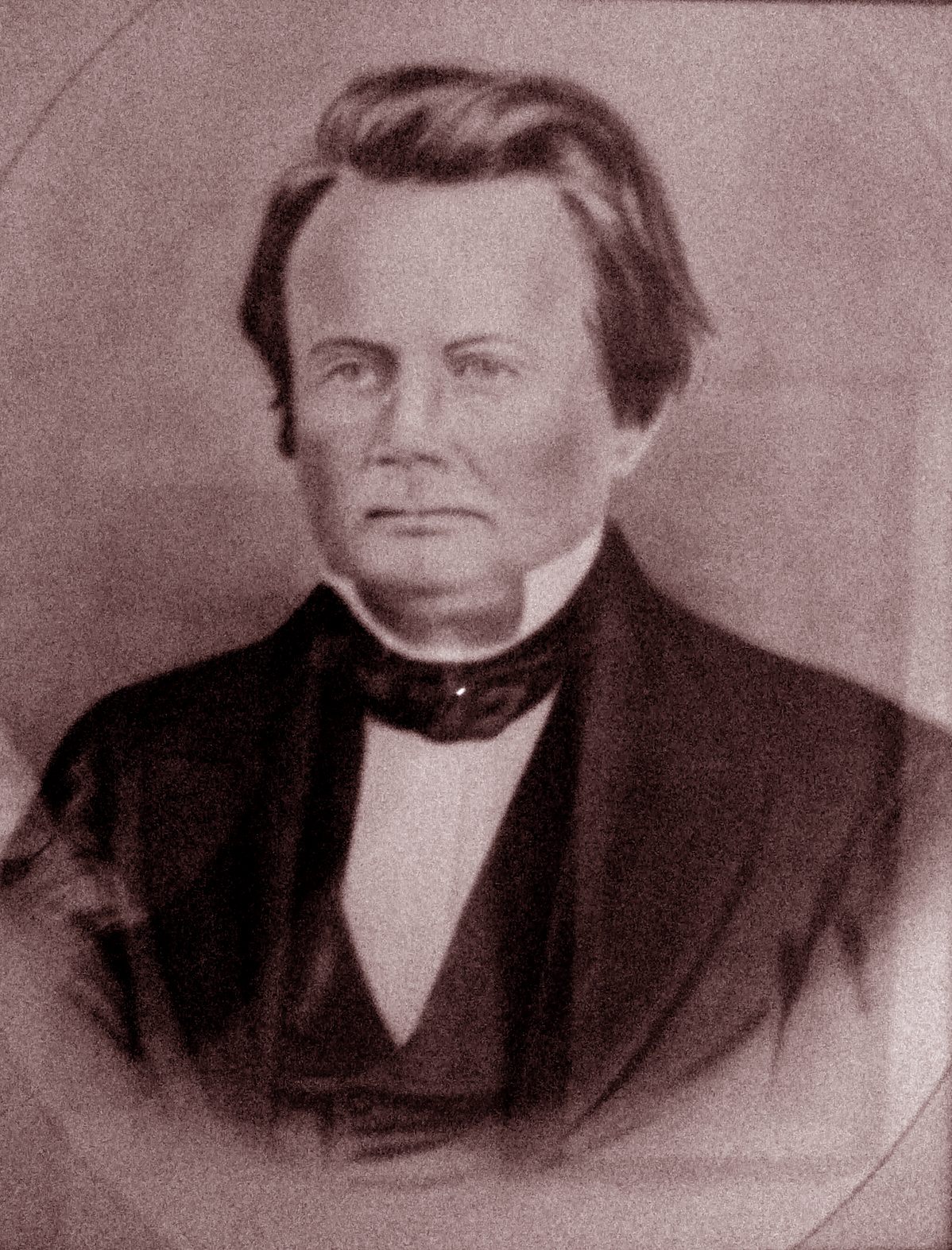
Daniel Wallace

Daniel Wallace (* 9. Mai 1801 bei Laurens, Laurens County, South Carolina; † 13. Mai 1859 in Jonesville, South Carolina) war ein US-amerikanischer Politiker. Zwischen 1848 und 1853 vertrat er den Bundesstaat South Carolina im US-Repräsentantenhaus.

## Werdegang
Daniel Wallace genoss nur eine eingeschränkte Ausbildung. Im Jahr 1833 zog er in das Union County. Er war Mitglied der Staatsmiliz und brachte es dort bis zum Generalmajor. Nach einem anschließenden Jurastudium und seiner Zulassung als Rechtsanwalt begann er im Union County in seinem neuen Beruf zu praktizieren. Außerdem wurde er in der Landwirtschaft tätig.
Politisch war Wallace Mitglied der Demokratischen Partei. Zwischen 1846 und 1847 saß er als Abgeordneter im Repräsentantenhaus von South Carolina. Nach dem Tod des Kongressabgeordneten James A. Black wurde er bei der fälligen Nachwahl im ersten Wahlbezirk von South Carolina zu dessen Nachfolger im US-Repräsentantenhaus in Washington, D.C. gewählt. Dort trat er am 12. Juni 1848 sein neues Mandat an. Nachdem er bei den folgenden zwei regulären Kongresswahlen in seinem Amt bestätigt wurde, konnte er bis zum 3. März 1853 im Kongress verbleiben. Diese Zeit war durch die Diskussionen um die Sklaverei bestimmt.
Nach dem Ende seiner Zeit im Repräsentantenhaus arbeitete Daniel Wallace wieder in der Landwirtschaft. Er starb am 13. Mai 1859 in Jonesville und wurde dort auch beigesetzt.